# Jeryl Prescott
Jeryl Prescott Sales é uma atriz americana de cinema e televisão.

## Vida e carreira
Prescott é mais conhecida por seu papel recorrente como Jacqui na série de televisão The Walking Dead, que estreou em AMC em 2010. Prescott, uma residente de Winston-Salem, Carolina do Norte, divide seu tempo entre aquela cidade e Los Angeles.
Prescott também apareceu como uma juíza em Criminal Minds: comportamento suspeito, que estreia na CBS em 2011. O show estrelado por Forest Whitaker, Richard Schiff e Eric Roberts. Além disso, Prescott aparece como Felicite no filme 2011, Bolden!. Ela também lançou um filme produzido por Harry Lennix que é baseado em Henry IV Shakespeare, parte 1. Na televisão, ela também estrelou em irmãos & irmãs, Southland, parques e recreação e muitos mais séries.

## Filmografia
| Ano  | Título                   | Papel                 | Notas         |
| ---- | ------------------------ | --------------------- | ------------- |
| 2002 | Max                      | Miss Kurtz            | Curto         |
| 2003 | The Epicureans           | Tina Williams         |               |
| 2005 | The Skeleton Key         | Mama Cecile           |               |
| 2006 | Red Autumn               | Jasmine               | Curto         |
| 2008 | Vacancy 2: The First Cut | Deputy                |               |
| 2009 | The Life I Meant to Live | Narvis                |               |
| 2009 | Rx                       | Principal Simmons     | Filme para TV |
| 2011 | Under-Tow                | Angela                |               |
| 2012 | The Wedding              | Madame Secretary      | Curto         |
| 2012 | H4                       | Northumberland        |               |
| 2012 | Bolden!                  | Felicite              |               |
| 2013 | Get a Job                | Assistente de direção |               |

| Ano        | Título                           | Papel                   | Notas |
| ---------- | -------------------------------- | ----------------------- | --- |
| 2006       | Surface                          | Recepcionista           | 1 episódio |
| 2006       | One Tree Hill                    | Conselheiro             | 1 episódio |
| 2008       | Criminal Minds                   | Médico legista          | 1 episódio |
| 2009       | Hawthorne                        | Atendente de enfermagem | 1 episódio |
| 2010       | Brothers & Sisters               | Garçonete               | 1º episódio |
| 2010, 2012 | The Walking Dead                 | Jacqui                  | Papel recorrente, 6 episódios: "Guts" (1ª temporada; episódio 2) "Tell It to the Frogs" (1ª temporada; episódio 3) "Vatos" (1ª temporada; episódio 4) "Wildfire" (1ª temporada; episódio 5) "TS-19" (1ª temporada; episódio 6) "Hounded" (3ª temporada; episódio 6) |
| 2011       | Southland                        | Nina Brown              | 1 episódio |
| 2011       | Criminal Minds: Suspect Behavior | Judge Delilah Nunes     | 1 episódio |
| 2011       | Parks and Recreation             | Caixa de banco          | 1 episódio |
| 2013       | Revolution                       | Rosie                   | 2 episódios: "The Song Remains the Same" (1ª temporada; episódio 13) "The Night the Lights Went Out in Georgia" (1ª temporada; episódio 14) |